# Seiryuto
Le seiryuto est une machette dont le manche est en bois et la lame en acier. Sa longueur est de 60 cm. Elle est utilisée dans les kobudo d'Okinawa.

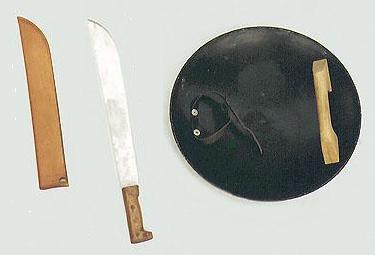
Timbe et seiryuto traditionnels.

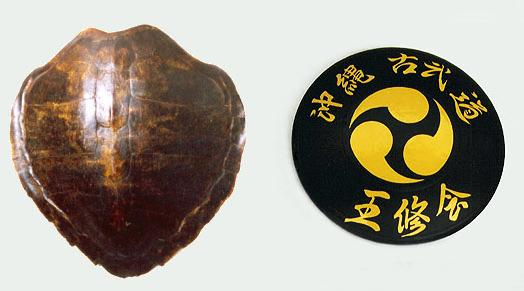
Timbe traditionnels.

Sa pratique est toujours jointe à celle du timbe qui est un bouclier fait à l'origine avec une carapace de tortue, mais on en trouve réalisés en acier ou en aluminium (plus léger). Dans ce dernier cas, le diamètre est d'environ 45 cm. Dans sa partie interne sont fixées une poignée en bois et une lanière pour passer le bras.
Le seiryuto est tenu d'une main et le timbe de l'autre.
Dans la progression du kobudo traditionnel d'Okinawa, le seiryuto et le timbe sont la dixième arme étudiée et ne sont enseignés qu'à partir du 4e dan.